# La Déchéance d'un homme
 (février 2022).
Le contenu est difficilement compréhensible vu les erreurs de traduction, qui sont peut-être dues à l'utilisation d'un logiciel de traduction automatique.
La Déchéance d'un Homme (人間失格, Ningen shikkaku) est un roman japonais écrit par Osamu Dazai et publié en 1948. Il est considéré comme le chef-d'œuvre de Dazai et est classé deuxième roman le plus acheté de tous les temps au Japon, derrière Kokoro de Natsume Sōseki. La traduction littérale du titre est "Disqualifié d'Être Humain". Le roman, narré à la première personne, contient de nombreux éléments qui dépeignent la base d'une autobiographie. Le roman présente des thèmes récurrents dans la vie de l'auteur, comme le suicide, l'aliénation sociale, et la dépression. De nombreuses personnes pensent que ce livre ait été son testament, puisque Dazai a mis fin à ses jours peu de temps après que la dernière partie du livre (qui est apparu sous forme de série) a été publiée.
Depuis le premier janvier 2019, le livre appartient au domaine public.

## Résumé
La Déchéance d'un Homme est conté sous forme de cahiers laissés par Ōba Yōzō (大庭葉蔵), un homme troublé incapable de révéler son vrai soi aux autres, et qui, à la place, maintient une façade faussement joviale. Ce livre est constitué de trois chapitres, ou "mémorandums", chaque chronique de la vie de Ōba de sa jeune enfance à son approche de la trentaine.
- Premier Mémorandum: Envahi par un intense sentiment d'aliénation et d'altérité et trouvant cela presque impossible de comprendre ceux autour de lui qui vivent dans l'égoïsme et dans la mauvaise foi, Ōba ne peut pas s'empêcher de recourir à la bouffonnerie afin d'établir des relations interpersonnelles. Il est abusé sexuellement par un et une servante durant son enfance, mais décide que le signaler serait inutile.
- Second Mémorandum: Ōba devient incroyablement préoccupé par la potentielle pénétrabilité de sa façade enjouée par son camarade Takeichi, qui voit à travers sa fausse bouffonnerie. Ōba se lie d'amitié avec lui pour éviter qu'il ne révèle son secret. Alors qu'il montre à Takeichi les peintures ressemblant à des fantômes de Amedeo Modigliani, il réalise que certains artistes expriment la vérité intérieure de la cruauté humaine à travers leurs propres traumatismes. Ōba peint un autoportrait inspiré par ces artistes, qui est si épouvantable qu'il n'ose le montrer à personne excepté Takeichi, qui estime le tableau. Il néglige ses études universitaires, hors de la peur de la vie collective. Influencé par un camarade artiste, Horiki, qu'il a rencontré à un cours de peinture, Ōba tombe dans un vicieux schéma de boire, fumer et de pratiquer le libertinage, aboutissant en une histoire d'une nuit avec une femme mariée avec laquelle il essaye de commettre un double suicide en se noyant. Cependant il survit, et elle meurt, le laissant avec rien de plus qu'un sentiment insupportable de culpabilité.
- Troisième Mémorandum, Partie Une: Ōba est expulsé de l'université, et est placé sous la responsabilité d'un ami de la famille. Il essaye d'avoir une relation normale avec une mère célibataire, faisant office de père de substitution pour sa petite fille, mais les abandonne pour aller vivre avec une femme d'un bar qu'il fréquente. Depuis il essaye de croire que le sens de la société pour un individu est de s'échapper de la peur de l'humanité. Il boit fortement, inspiré par Rubaiyat de Omar Khayyam. Plus tard, il tombe dans une relation avec Yoshiko, une jeune et naïve femme qui veut qu'il arrête de boire.

- Troisième Mémorandum, Partie Deux: Grâce à l'influence de Yoshiko sur sa vie, Ōba arrête de boire et trouve un travail rémunéré de dessinateur. Puis Horiki apparaît, renvoyant Ōba à un comportement auto-destructeur de nouveau. Pire, au moment d'évoquer Crime et Châtiment par Dostoïevsky pendant qu'il discute de l'antonyme du crime avec Horiki, Ōba s'éloigne de sa femme cela suivant un incident où elle est agressée sexuellement par une simple connaissance. Au fil du temps Ōba devient alcoolique et morphinomane, à cause de la peur fatale qu'il a ressenti face à l'agression de sa femme. Il finit interné dans un hôpital psychiatrique et, après sa libération, déménage dans un lieu isolé, concluant l'histoire avec une auto-reflexion engourdie après un profond désespoir.

L'histoire se finit avec deux autres chapitres, plus courts, du point de vue d'un observateur neutre, qui voit trois photos d'Ōba et finit par retrouver un des personnages mentionnés dans les cahiers qu'il connaît personnellement.
Ōba fait référence à lui-même à travers le livre en utilisant le pronom réfléchi "Jibun" (自分), alors que le pronom personnel "Watashi" (私) est à la fois utilisé dans la préface et l'épilogue du livre de l'écrivain, dont le nom est incertain. Le nom "Ōba" vient en fait d'un des premiers travaux de Dazai, "Dōke no Hana" (道化の華).

## Adaptations

### Cinéma

#### Films
Ningen shikkaku a été adapté en film en 2009, lors du 100e anniversaire de la naissance de Dazai. Le film a été réalisé par Genjirō Arato, le producteur responsable du multi-primé Mélodie tzigane en 1980. Commencé à être filmé en juillet, il est sorti le 20 février 2010. La vedette du film Toma Ikuta (24 ans) interprète Ōba Yōzō, un jeune homme qui ne parvient pas à s'identifier au monde qui l'entoure, mais masque ce sentiment d'aliénation par un comportement jovial. Sa vie tourne constamment autour de l'auto-destruction. L'actrice Satomi Ishihara (22 ans) interprète l'une des nombreuses femmes de sa vie, et la seule qu'il épouse. Le film est sorti en dehors du Japon sous le titre The Fallen Angel.
Un nouveau film appelé Ningen shikkaku est sorti le 13 septembre 2019, mettant en vedette Shun Oguri dans le rôle de l'écrivain Osamu Dazai, suivant l'histoire de sa vie. Le film est réalisé par la photographe et réalisatrice Mika Ninagawa,,,. Le film est sorti dans 320 cinémas, se plaçant à la 4e place dès le premier week-end suivant sa sortie,.

#### Séries animées
Une autre adaptation de l'histoire fût raconté dans les quatre premiers épisodes de la série animée Aoi Bungaku de 2009. Il a reçu le Grand Prix Platine  au festival Future Film en Italie.
Un autre anime, Bungo Stray Dogs possède un personnage portant son nom, Osamu Dazai, ainsi que diverses influences provenant de La Déchéance d'un Homme ; par ailleurs, il s'agit du nom de son pouvoir dans l'histoire. Le roman est aussi mentionné dans Bungo Stray Dogs Wan! qui est un spin-off comique de la série originale.
Dans la série Sayonara Zetsubou Sensei, le personnage principal, Nozomu Itoshiki, est basé sur le protagoniste du roman de Dazai.

#### Longs métrages d’animation
Human Lost (en) est un film d'animation 3D de science fiction de Polygon Pictures réalisée par Fuminori Kizaki. Katsuyuki Motohiro est le superviseur du film. Tow Ubukata est le scénariste et Yūsuke Kozaki le character designer. Il est sorti pour la première fois le 22 octobre 2019 dans les cinémas américains,, devenant le premier film de Polygon Pictures à ne pas être distribué dans le monde entier sur Netflix. Dans ce film, le roman est transposé en 2036. Les avancées en technologie médicale ont conduit à un système de nanomachines implantées dans tous les humains qui peuvent renverser les maladies, les blessures et même la mort. Mais si une personne coupe leurs nanomachines, ils mutent en monstrueuses créatures connues sous le nom de "Lost". Oba, Horiki et Hiiragi sont maintenant des "candidats" avec des pouvoirs spéciaux pour se battre contre les "Lost".
La distribution du film est composée de Mamoru Miyano, Kana Hanazawa, Takahiro Sakurai, Jun Fukuyama et Miyuki Sawashiro.

### Mangas
Usamaru Furuya a créé une version manga en trois volumes de La Déchéance d'un Homme, sérialisée dans le magazine Comic Bunch de Shinchosha en numéro 10 en 2009. Une édition anglaise fut publiée par Vertical, Inc. en 2011–2012,.
Yasunori Ninose a créé une autre version manga de La Déchéance d'un Homme, appelée Ningen shikkaku kai (壊 kai, "destruction"), sérialisé dans Champion Red de avril à juillet 2010. Contrairement à la version de Furuya, ce manga représente les émotions négatives des êtres humains et les relations sexuelles comme des tentacules, qui ont fasciné Ninose depuis ses cinq ans.
Une troisième version  (ISBN 978-4872578102), une réécriture de l'histoire prenant place dans un monde d'avant guerre (seconde guerre mondiale), a été commandée pour la série Manga de Dokuha (adaptation de littérature classique en bande dessinée), publié par Gakken. Une édition anglaise a été publiée en format en ligne par JManga en 2011.
En 2017, Junji Ito crée une autre adaptation en manga de La Déchéance d'un Homme, qui a gardé le titre original. Dans cette version, Yozo rencontre Osamu Dazai lui-même, lui donnant ainsi la permission de raconter son histoire dans son nouveau livre. Le manga contient une réécriture du suicide de Dazai du point de vue d'Ōba.

### Musique
Le deuxième album du groupe de heavy metal japonais Ningen Isu sorti en 1990 s'appelle Ningen shikkaku.

## Réception
William Bradbury de The Japan Times l'a appelé un roman intemporel, disant que "La lutte de l'individu à s'adapter à une société normalisante demeure tout aussi pertinent aujourd'hui que cela l'était au temps de l'écriture." Serdar Yegulalp de Genji Press a noté que la force de Dazai était sa capacité à représenter la situation du protagoniste, décrivant le roman comme « sombre dans un sens où c'est à la fois extrême et à la fois bizarrement spontané ». Les critiques ont noté que le roman possède des caractéristiques autobiographiques, mais ils revendiquent que le style de Dazai pousse les lecteurs à se lier à Ōba plutôt que de se concentrer sur l'auteur.
Une analyste moderne, Naoko Miyaji, a suggéré que Dazai souffrait d'un complexe syndrome de stress post-traumatique quand il a écrit ce livre.